# Zanggors
De zanggors (Melospiza melodia) is een van de vele (meer dan 130) leden van de Amerikaanse gorzen. Het is niet altijd eenvoudig hen in het veld te onderscheiden. In de Lage Landen noemt men deze zangvogels meestal gorzen, maar in Amerika worden ze aangeduid met het woord sparrow dat eigenlijk mus betekent.

## Kenmerken
Het uiterlijk kan nogal variëren, er zijn niet minder dan 39 ondersoorten bekend. Zanggorzen worden tussen 12 en 17 centimeter lang. Het is in het algemeen een vogel met vrij brede bruine strepen. De strepen komen op de borst samen en vormen een soort hart. De kruin is bruin met soms een dunne grijze kruinstreep. Er is een vrij brede grijzige wenkbrauwstreep en baardstreep. De laatste wordt begrensd door een bruine zoom die zich aftekent tegen een lichte keelvlek. De staart is vrij lang en afgerond en heeft een rossige kleur die in vlucht goed te zien is.
Andere Noord-Amerikaanse 'mussen' die vrij veel op deze vogel lijken, zijn de savannahgors en Lincolns gors. Ook zij hebben een soort hart op de borst, zij het wat anders van vorm. De savannahgors heeft echter meer geel in de wenkbrauwstreep en een kortere, enigszins gevorkte staart. De staart van Lincolns gors is weliswaar ook afgerond, maar duidelijk korter en grijs van kleur. De tekening van de kop is wat anders en heeft onder andere een lichte oogring.
De zanggors kan ruim 11 jaar oud worden.

### Voeding
Als alle gorzen is de vogel een omnivoor. Hij leeft van insecten maar als deze niet te vinden zijn schakelt hij over op zaden.

### Zang
De wat stevig klinkende zang is vrij ingewikkeld en welluidend. Trillers en klare tonen wisselen elkaar op verschillende manieren af.

### Gedrag
De zanggors kan zowel als trekvogel als als standvogel leven. Als trekvogel trekt hij weg uit het noordelijk deel van zijn verspreidingsgebied (Canada) en is wintergast in de zuidelijke staten van de Verenigde Staten.
De mannetjes zijn erg territoriaal. Ze verdedigen hun territorium vooral met hun zang, maar kunnen zich ook agressiever gedragen. Ze kunnen zich ook agressief opstellen tegenover buren die andere buren bedreigen.
De zanggors is vooral overdag actief.

### Voortplanting
Het is een voornamelijk monogame, soms polygyne vogel. Mannetjes komen voor de vrouwtjes aan op de broedplaatsen en bakenen er hun territorium af. De mannetjes maken hun aanwezigheid duidelijk door agressief gedrag en door hun gezang, vrouwtjes doen dit met hoge tonen of nasale klanken. Het vrouwtje kiest een mannetje uit. Als het vrouwtje niet in de buurt is, proberen de mannetjes ook de aandacht te trekken van andere vrouwtjes in de buurt. De vrouwtjes zijn over het algemeen trouwer.
De vrouwtjes en meeste mannetjes beginnen op hun eerste jaar met broeden. Het broedseizoen loopt van april tot augustus. De vrouwtjes maken in 5 tot 10 dagen een nest met een harde buitenkant en een zachtere binnenkant. Het wordt meestal gemaakt tussen het struikgewas of gras. Er worden 3 tot 5 eieren in gelegd. De eieren zijn ovaal, gevlekt en hebben een lichtblauwe of groenblauwe kleur. Na 12 tot 14 dagen komen de eitjes uit. Beide geslachten passen op de jongen. Na 17 dagen kunnen de jongen vliegen, na 18 tot 20 dagen vliegen ze uit.

## Verspreiding en leefgebied
De vogel komt voor in open gebied en in kreupelhout bij stromend water, in vrijwel geheel Noord-Amerika in grote aantallen en is een vertrouwde verschijning overal waar wat struikgewas te vinden is, ook in de buitenwijken. Dankzij de ornithologe Margaret Morse Nice is de biologie van deze vogel een van de best bekende van Noord-Amerika.
De soort telt 24 ondersoorten:
- M. m. maxima: de westelijke Aleoeten.
- M. m. sanaka: de oostelijke Aleoeten en de top van Alaska.
- M. m. insignis: Kodiak en oostelijk Alaska.
- M. m. kenaiensis: de kust van zuidelijk Alaska.
- M. m. caurina: de kust van zuidoostelijk Alaska.
- M. m. rufina: de eilanden nabij zuidoostelijk Alaska en westelijk Canada.
- M. m. merrilli: van oostelijk Brits-Columbia (zuidwestelijk Canada) tot zuidoostelijk Washington en noordwestelijk Montana.
- M. m. morphna: centraal en zuidwestelijk Brits-Columbia tot noordwestelijk Oregon.
- M. m. cleonensis: zuidwestelijk Oregon en noordwestelijk Californië.
- M. m. gouldii: de centrale kust van Californië (behalve de Baai van San Francisco), Santa Cruz.
- M. m. samuelis: San Pablo Bay en de noordelijk Baai van San Francisco (de centrale kust van Californië).
- M. m. maxillaris: Suisun Bay (de centrale kust van Californië).
- M. m. pusillula: de zuidelijk Baai van San Francisco (de centrale kust van Californië).
- M. m. graminea: Channeleilanden (nabij zuidwestelijk Californië) en Los Coronatos (nabij noordwestelijk Mexico).
- M. m. heermanni: centraal en zuidwestelijk Californië, noordelijk Baja California.
- M. m. rivularis: zuidelijk Baja California (noordwestelijk Mexico).
- M. m. fallax: zuidelijk Nevada, zuidelijk Utah, Arizona en noordwestelijk Mexico.
- M. m. goldmani: van noordwestelijk tot het westelijke deel van Centraal-Mexico.
- M. m. mexicana: het zuidelijke deel van Centraal-Mexico.
- M. m. villai: centraal Mexico.
- M. m. adusta: het westelijke deel van Centraal-Mexico.
- M. m. montana: de westelijk-centrale Verenigde Staten.
- M. m. melodia: van het zuidelijke deel van Centraal-en zuidoostelijk Canada tot de zuidoostelijke Verenigde Staten (behalve de Atlantische kust).
- M. m. atlantica: de oostelijk-centrale kust van de Verenigde Staten.

De zanggors wordt in Europa soms als dwaalgast waargenomen.

## Status
De wereldpopulatie is in 2019 geschat op 130 miljoen volwassen vogels. Dit aantal gaat licht achteruit, maar het tempo ligt onder de 30% in tien jaar (minder dan 3,5% per jaar) en het verspreidingsgebied is zeer groot. Om deze redenen staat de zanggors als niet bedreigd op de Rode Lijst van de IUCN.

## Galerij

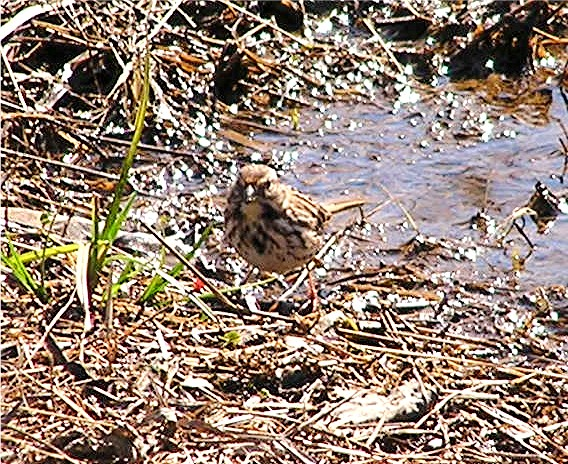
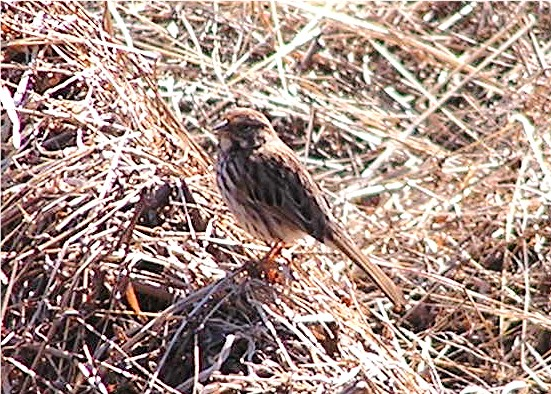
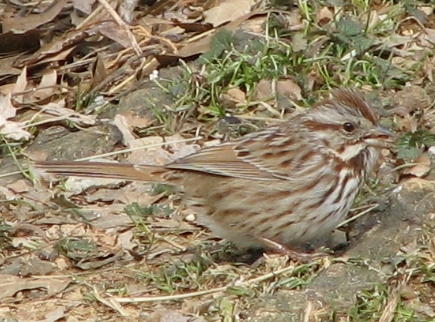